# David Martin (Soziologe)
David Alfred Martin, FBA (* 30. Juni 1929 in London; † 8. März 2019) war ein britischer Soziologe und anglikanischer Priester. Sein Forschungsschwerpunkt war die Religionssoziologie.

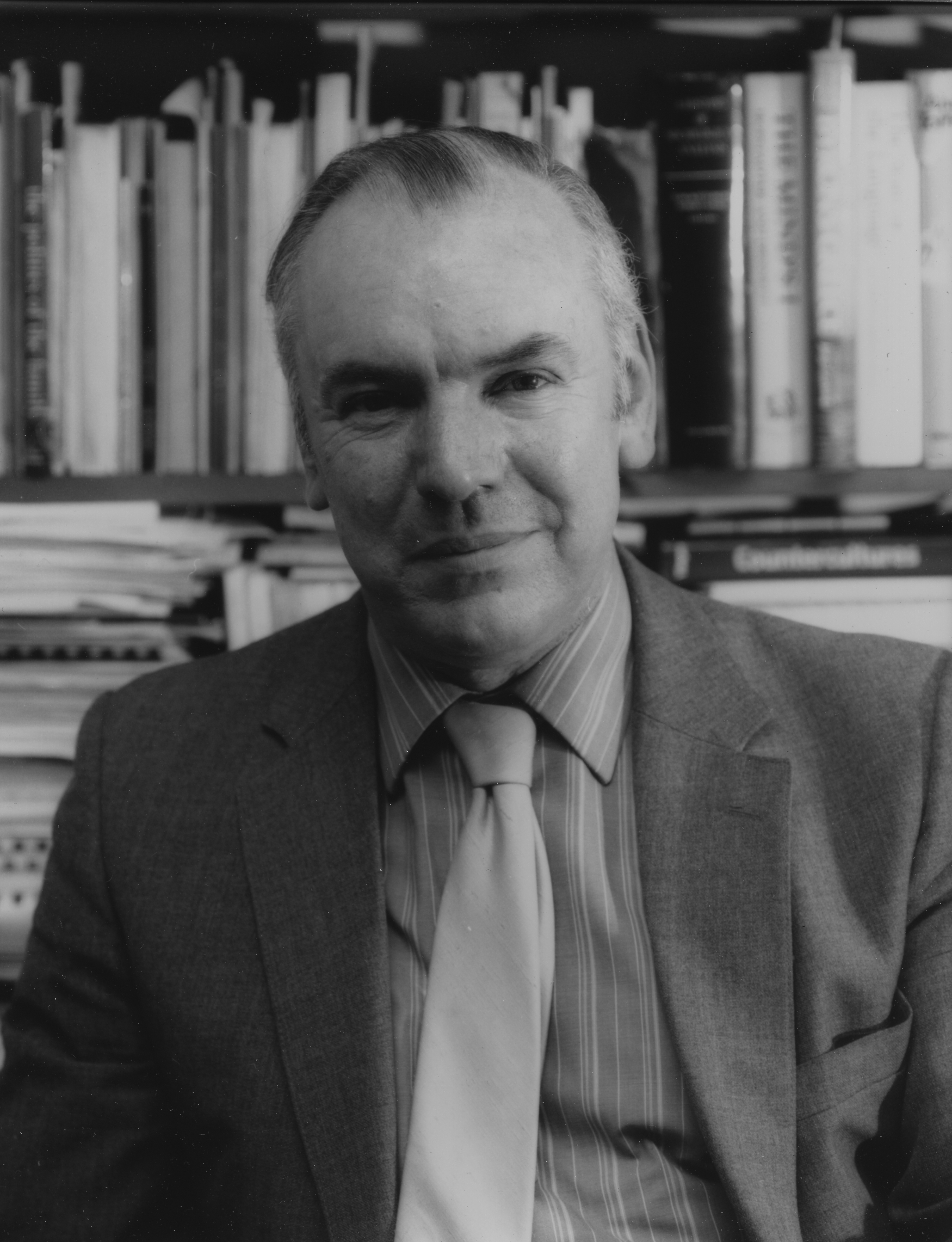
David Martin

## Leben
David Martin wurde 1929 in London als Sohn einer Putzfrau aus Dorset und eines Chauffeurs aus Hertfordshire geboren. Seine Eltern waren Methodisten und regelmäßige Kirchgänger. Durch ein Stipendium konnte er von 1940 bis 1947 die East Sheen Grammar School (vergleichbar mit einem Gymnasium) besuchen.
Nachdem er von 1948 bis 1950 im Non-Combatant Corps, einer nicht bewaffneten Logistikeinheit der britischen Arme, tätig war, wurde er Grundschullehrer. Er unterrichtete in Grundschulen in London und Somerset von 1952 bis 1959. Währenddessen studierte er ab 1956 Soziologie im Fernstudium. 1959 schloss er dies ab und erhielt ein Stipendium, um an der London School of Economics zu promovieren.
Den Doktortitel erhielt Martin 1964 für seine Dissertation Pacifism: a Historical and Sociological Study, die im Jahr darauf veröffentlicht wurde. Nach einer Zwischenstation an der University of Sheffield wurde er 1967 an der London School of Economics Reader und 1971 Professor. Seit 2007 war er Mitglied (Fellow) der British Academy.

## Privates Leben
David Martin war Methodist und von 1953 bis 1977 Prediger einer Gemeinde. Danach konvertierte er zur anglikanischen Kirche. Ab 1983 besuchte er das Priesterseminar, wurde noch im selben Jahr Diakon und 1984 anglikanischer Priester.
1953 heiratete Martin Daphne Sylvia Treherne. Die Ehe wurde 1957 aufgelöst. 1962 heiratete Martin Bernice Thompson, die selbst als Soziologin am Bedford College tätig war.

## Werke (Auswahl)
- Towards Eliminating the Concept of Secularization, (Penguin Journal of the Social Sciences, 1965)
- Pacifism: A Historical and Sociological Study, (Routledge and Kegan Paul, 1965)
- A Sociology of English Religion, (SCM, 1967)
- The Religious and the Secular, (Routledge and Kegan Paul, 1969)
- Tracts against the Times, (Lutterworth, 1973)
- A General Theory of Secularization, (Blackwell, 1978)
- The Dilemmas of Contemporary Religion, (Blackwell, 1978)
- The Breaking of the Image: A Sociology of Christian Theory and Practice, (Blackwell, 1980)
- Tongues of Fire: The Explosion of Protestantism in Latin America, (Blackwell, 1990)
- Forbidden Revolutions: Pentecostalism in Latin American and Catholicism in Eastern Europe, (SPCK, 1996)
- Reflections on Sociology and Theology, (Clarendon, 1997)
- Does Christianity Cause War?, (Clarendon, 1997)
- Christian Language and Its Mutations: Essays in Sociological Understanding, (Ashgate, 2002)
- Pentecostalism: The World Their Parish, (Blackwell, 2002)
- Christian Language in the Secular City, (Ashgate 2002)
- On Secularization: Towards a Revised General Theory, (Ashgate, 2005)
- Sacred History and Sacred Geography: Spiritual Journeys in Time and Space, (Regent College, 2008)
- The Future of Christianity: Reflections on Violence and Democracy, Religion and Secularization, (Ashgate, 2011)
- The Education of David Martin: The Making of an Unlikely Sociologist, (SPCK, 2013)
- Religion and Power: No Logos without Mythos, (Ashgate, 2014)